# Mosannona
Mosannona is een geslacht uit de familie Annonaceae. De soorten uit het geslacht komen voor van Mexico tot in tropisch Zuid-Amerika.

## Soorten
- Mosannona costaricensis (R.E.Fr.) Chatrou
- Mosannona depressa (Baill.) Chatrou
- Mosannona discolor (R.E.Fr.) Chatrou
- Mosannona garwoodiae Chatrou & Welzenis
- Mosannona guatemalensis (Lundell) Chatrou
- Mosannona hypoglauca (Standl.) Chatrou
- Mosannona maculata Chatrou & Welzenis
- Mosannona pachiteae (D.R.Simpson) Chatrou
- Mosannona pacifica Chatrou
- Mosannona papillosa Chatrou
- Mosannona parva Chatrou
- Mosannona raimondii (Diels) Chatrou
- Mosannona vasquezii Chatrou
- Mosannona xanthochlora (Diels) Chatrou